# Rooms on Fire
«Rooms on Fire» (en español: «Habitaciones en llamas») es una canción de la cantautora estadounidense Stevie Nicks. Lanzado en mayo de 1989, fue el primer sencillo de su cuarto álbum solista, The Other Side of the Mirror.
La canción fue bastante exitosa en ambos lados del Atlántico: alcanzó el puesto número 16 tanto en Reino Unido —fue su primer hit solista en entrar en el Top 40 británico y el único a la fecha en alcanzar una posición tan alta— como en el Hot 100 de la revista Billboard. También logró una buena posición en el conteo Mainstream Rock Tracks de la misma revista.
«Rooms on Fire» solía tocarse en los conciertos de Stevie Nicks, pero no ha sido interpretada en vivo desde la víspera de año nuevo de 1999.
En una entrevista en 1989, Nicks dio una visión personal sobre el significado del título «Rooms on Fire»: 

Rooms on Fire es sobre una chica que vive una vida como la que me ha tocado vivir a mí, en la que finalmente acepta la idea de que en su vida ya no habrá otra cosa: no se casará, no tendrá hijos... nunca tendrá ese tipo de vida.

En el video musical se ve a Nicks con una niña vestida de blanco en brazos, interpretada por su ahijada.
Según las notas de su compilado de éxitos Timespace: The Best of Stevie Nicks, la canción estuvo inspirada en la breve relación que tuvo Nicks con Rupert Hine: 

La noche en que conocí a Rupert Hine fue riesgosa. Él era diferente a cualquiera que hubiera conocido. Era mayor que yo y también más inteligente, y ambos lo sabíamos. Lo contraté para grabar el álbum antes de siquiera comenzar a conversar sobre música. Fue como si hubiéramos hecho un acuerdo espiritual para grabar un álbum mágico... en un fabuloso castillo holandés, en la cumbre de la montaña. Lo grabamos en el comedor principal, donde, con todas esas obras de arte antiguas y costozas mirándonos desde las paredes desde las que colgaban, mirándonos, nunca estuvimos solos. [...] Parecía como si cada vez que Rupert caminaba por esos cuartos del castillo, las habitaciones estuvieran en llamas. Tuvimos una conexión de la que todo el mundo a nuestro alrededor se percató; todos respetaron nuestro espacio, nuestro «espacio de tiempo» [la entrevistada dice timespace, en alusión al álbum], y así vivimos todos allí, en el castillo, unos cuatro meses y medio. Volví a casa con él, a Inglaterra, a mezclar el álbum en su estudio: él se fue en diciembre; yo me le sumé allí, en Londres, en enero. Partimos inmediatamente rumbo a su estudio, Farmyard Studios, en algún lugar de las afueras de Londres. Fue como estar en una casa de campo en Gales; era un tanto espeluznante... La atmósfera no se parecía a nada que yo hubiera experimentado antes. Luego le sucedió algo que simplemente hizo imposible que volviésemos a estar juntos de nuevo. Allí lo dejé... Las habitaciones aún estaban ardiendo, pero el fuego nos había sido robado.

## Listas de éxitos
| Lista (1989)                                          | Mejor posición |
| ----------------------------------------------------- | -------------- |
| Billboard Album Rock Tracks                           | 1              |
| Billboard Hot 100 (Estados Unidos)                    | 16             |
| Billboard Adult Contemporary Singles (Estados Unidos) | 16             |
| Chart de sencillos australiano                        | 23             |
| Chart de sencillos alemán                             | 46             |
| UK Singles Chart (Reino Unido) [1]                    | 16             |
| Dutch Top 40 (Países Bajos) [2]                       | 15             |
| RPM Top 100 (Canadá) [3]                              | 9              |